# Vernioz
Vernioz település Franciaországban, Isère megyében. Lakosainak száma 1503 fő (2022. január 1.). Vernioz Assieu, Chalon, Cheyssieu, Les Côtes-d’Arey és Monsteroux-Milieu községekkel határos.

## Népesség
A település népessége az elmúlt években az alábbi módon változott:
| Lakosok száma | 531  | 689  | 798  | 1055 | 1223 | 1236 | 1294 | 1397 | 1439 | 1503 |
|               | 1968 | 1982 | 1990 | 2006 | 2013 | 2015 | 2017 | 2019 | 2020 | 2022 |